# Kyllene
Kyllene (Kyllini) er et 2.376 meter højt bjerg på Peloponnes i Grækenland, der spiller en stor rolle i græsk mytologi. Hermes og Plejaderne er født på Kyllenebjerget.